# Lanterne rouge
Lanterne rouge (fransk: Rød lanterne) er en betegnelse givet den deltager som er sidst i den samlede stilling i cykelløb, som eksempel Tour de France. Udtrykket kommer af den røde lygte som hang bagerst på tog for at konduktøren kunne kontrollere at ingen af koblingerne var løsnet. Den røde lanterne er således den som ligger sidst i feltet, tidsmæssigt.
Wim Vansevenant er med 3 gange (2006-08) den rytter der er sluttet sidst flest gange. 
Michael Mørkøv er som eneste dansker sluttet sidst i 2023.

## Lanterne rouge i Tour de France
Belgiske Wim Vansevenant er den eneste cykelrytter som er blevet sidst i Tour de France tre gange (2006, 2007 og 2008)
- 1903  Arsène Millocheau
- 1904  Antoine Deflotrière
- 1905  Clovis Lacroix
- 1906  Georges Bronchard
- 1907  Albert Chartier
- 1908  Henri Anthoine
- 1909  Georges Devilly
- 1910  Constant Collet
- 1911  Lucien Roquebert
- 1912  Maurice Lartigue
- 1913  Henri Alavoine
- 1914  Henri Leclerc
- 1915-1918 – ikke afholdt på grund af første verdenskrig
- 1919  Jules Nempon
- 1920  Charles Raboisson
- 1921  Henri Catelan
- 1922  Daniel Masson
- 1923  Daniel Masson
- 1924  Victor Lafosse
- 1925 Fernand Besnier
- 1926  André Drobecq
- 1927  Jacques Pfister
- 1928  Edouard Persin
- 1929  André Léger
- 1930  Marcel Ilpide
- 1931  Richard Lamb
- 1932  Rudolf Risch
- 1933 Ernest Neuhard
- 1934  Antonio Folco
- 1935  Willi Kutschbach
- 1936  Aldo Bertocco
- 1937  Aloyse Klensch
- 1938  Janus Hellemons
- 1939  Armand Le Moal
- 1940-1946 ikke afholdt på grund af anden verdenskrig
- 1947  Pietro Tarchini
- 1948  Vitorio Seghezzi
- 1949  Guido De Santi
- 1950  Fritz Zbinden
- 1951  Abdel-Kader Zaaf
- 1952  Henri Paret
- 1953  Claude Rouer
- 1954  Marcel Dierkens
- 1955  Tony Hoar
- 1956  Roger Chaussabel
- 1957  Guy Million
- 1958  Walter Favre
- 1959  Louis Bisiliat
- 1960  Herrero Berrendero
- 1961  André Geneste
- 1962  Augusto Marcaletti
- 1963  Willy Derboven
- 1964  Anatole Novak
- 1965  Joseph Groussard
- 1966  Paolo Manucci
- 1967  Jean-Pierre Genet
- 1968  John Clarey
- 1969  André Wilhelm
- 1970  Frits Hoogerheide
- 1971  Georges Chappe
- 1972  Alain Bellouis
- 1973  Jacques-André Hochart
- 1974  Lorenzo Alaimo
- 1975  Jacques Boulas
- 1976  Aad van den Hoek
- 1977  Roger Loysch
- 1978  Philippe Tesnière
- 1979  Gerhard Schönbacher
- 1980  Gerhard Schönbacher
- 1981  Faustino Cuelli
- 1982  Werner Devos
- 1983  Marcel Laurens
- 1984  Gilbert Glaus
- 1985  Manrico Ronchiato
- 1986  Ennio Salvador
- 1987  Mathieu Hermans
- 1988  Dirk Wayenberg
- 1989  Mathieu Hermans
- 1990  Rodolfo Massi
- 1991  Rob Harmeling
- 1992  Fernando Quevedo
- 1993  Edwig Van Hooydonck
- 1994  John Talen
- 1995  Bruno Cornillet
- 1996  Jean-Luc Masdupuy
- 1997  Philippe Gaumont
- 1998  Damien Nazon
- 1999  Jacky Durand
- 2000  Olivier Perraudeau
- 2001  Jimmy Casper
- 2002  Igor Flores
- 2003  Hans De Clerq
- 2004  Jimmy Casper
- 2005  Iker Flores
- 2006  Wim Vansevenant
- 2007  Wim Vansevenant
- 2008  Wim Vansevenant
- 2009  Jauhen Hutarovitj
- 2010  Adriano Malori
- 2011  Fabio Sabatini
- 2012  Jimmy Engoulvent
- 2013  Svein Tuft
- 2014  Cheng Ji
- 2015  Sébastien Chavanel
- 2016  Sam Bennett
- 2017  Luke Rowe
- 2018  Lawson Craddock
- 2019  Sebastian Langeveld
- 2020  Roger Kluge
- 2021  Tim Declercq
- 2022  Caleb Ewan
- 2023  Michael Mørkøv
- 2024  Mark Cavendish